# Houston Astros
Gli Houston Astros sono una franchigia di baseball professionistico con sede nella città di Houston (Texas), militante nella Major League Baseball (MLB) dal 1962. Sono membri della West Division dell'American League e giocano le proprie partite casalinghe al Minute Maid Park di Houston, impianto da 41 168 posti a sedere.
La squadra, fondata nel 1962 con il nome di Houston Colt 45s, iniziò a giocare nella Major League Baseball (MLB) fin dalla sua nascita. La denominazione di Houston Astros, adottata a partire dal 1964, si riferisce al ruolo centrale che la città di Houston ricopre all'interno dei programmi spaziali americani.
Gli Astros hanno partecipato alle World Series per la prima volta nel 2005, perdendo per 0-4 contro i Chicago White Sox. Nel 2017, alla loro seconda apparizione, hanno vinto il titolo battendo per 4-3 i Los Angeles Dodgers, mentre nel 2019 sono stati sconfitti per 3-4 dai Washington Nationals; stessa sorte nel 2021, sconfitti dagli Atlanta Braves per 4-2. Nel 2022 hanno ottenuto la loro seconda vittoria alle World Series su 5 partecipazioni, sconfiggendo i Philadelphia Phillies per 4-2.

## Storia

### La creazione
Il 17 ottobre 1960 la Major League Baseball assegnò alla città di Houston una nuova franchigia che avrebbero dovuto militare National League. La nuova squadra prese il nome di Colt .45s e avrebbe giocato le partite casalinghe al Colt Stadium. La prima partita ufficiale avvenne il 10 aprile 1962. Il 1º dicembre 1964 la franchigia annunciò che avrebbe mutato il proprio nome in "Astros."

### I primi anni e il passaggio ad Astros (1965-1990)
Nel 1965 gli Astros passarono a giocare nello stadio Astrodome, che li ospitò per le partite casalinghe fino al 1999, e adottando la divisa tricolore usata fino al 1992. Sul campo la squadra continuò a non ottenere risultati di rilievo ma l'affluenza del pubblico rimase alta perché i tifosi vi si recavano per vedere l'Astrodome. Nel 1967 arrivò in squadra il prima base Eddie Mathews, che batté il suo fuoricampo numero 500 durante la sua permanenza a Houston. La stagione 1969, terminata con un record di 81-81, fu la prima senza un bilancio negativo per la squadra. La prima con un record positivo fu nel 1972, accorciata per sciopero, terminata sull'84-69.

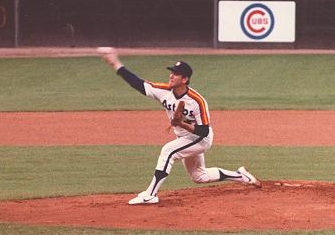
Nolan Ryan nel 1983

Uno dei grandi problemi degli Astros nella seconda metà degli anni settanta era la loro incapacità di essere competitivi nel mercato dei free agent. Ford Motor Credit Company controllava la squadra e, con la volontà di organizzare una cessione, rifiutava di spendere somme elevate per i giocatori migliori. La svolta avvenne nel 1979 quando si unì al club il lanciatore futuro membro della Hall of Fame Nolan Ryan, che divenne subito il simbolo della squadra, portandola ai playoff nel 1981 e nel 1986. Nel 1987 Ryan realizzò la sua miglior prestazione eliminando 270 battitori e nel 1989 fu ceduto ai cugini dei Texas Rangers, all'interno di un progetto di rinnovamento della squadra che comportò anche la decisione di svincolare José Cruz.
Nel 1988 debuttò un'altra colonna della squadra texana, il futuro Hall of Famer, Craig Biggio, che avrebbe disputato tutta la carriera con gli Astros e al termine, nel 2007, fu onorato con il ritiro della propria maglia numero 7. Altre novità che avvennero fra la fine degli anni ottanta e gli anni novanta furono gli innesti dei giovani debuttanti Ken Caminiti e Gerald Young oltre all'acquisizione di Jeff Bagwell, che fu acquistato in uno scambio che comportò l'uscita di Larry Andersen. Bagwell ripercorse il cammino di Craig Biggio trascorrendo l'intera carriera con gli Astros, vedendo anch'egli ritirata la propria maglia numero 5.

### Gli anni novanta

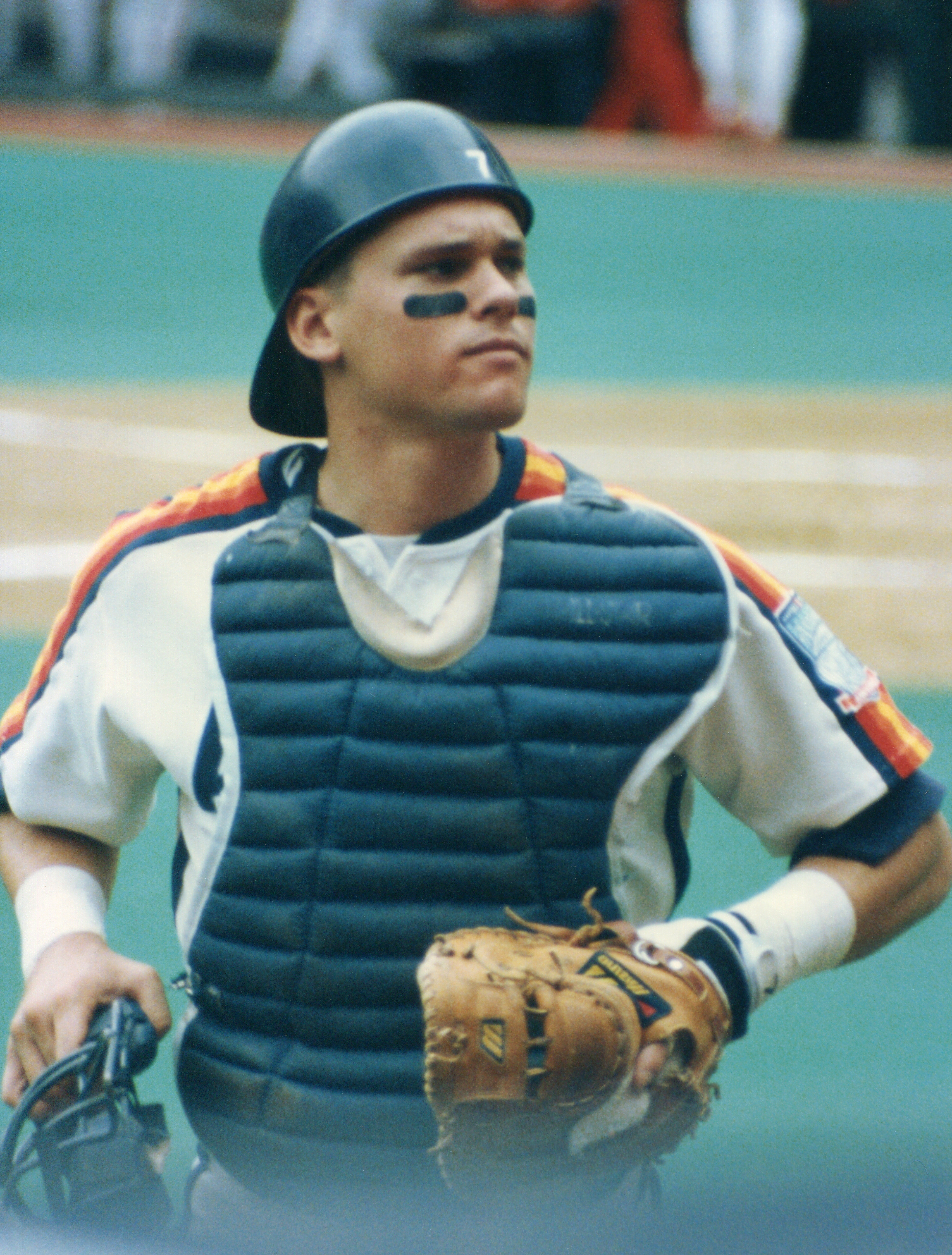
L'Hall of Famer Craig Biggio nel 1990

Gli Astros incontrarono difficoltà all'inizio degli anni novanta, dovuti soprattutto al malcontento legato all'Astrodome. Successivamente lo stadio fu rinnovato grazie soprattutto alla squadra degli Houston Oilers della NFL, con la quale condividevano la struttura sin dagli anni sessanta.
Nel 1991 la squadra rischiò di essere ceduta con successivo cambio di sede nella capitale Washington ma per via di alcune incomprensioni nei piani manageriali della federazione, l'affare non andò in porto. Nel 1993 il proprietario dell'epoca McMullen (già proprietario dei New Jersey Devils della NHL) vendette la squadra al texano di nome Drayton McLane, che subito dichiarò il proprio impegno e la propria convinzione di mantenere la squadra nella città di Houston.

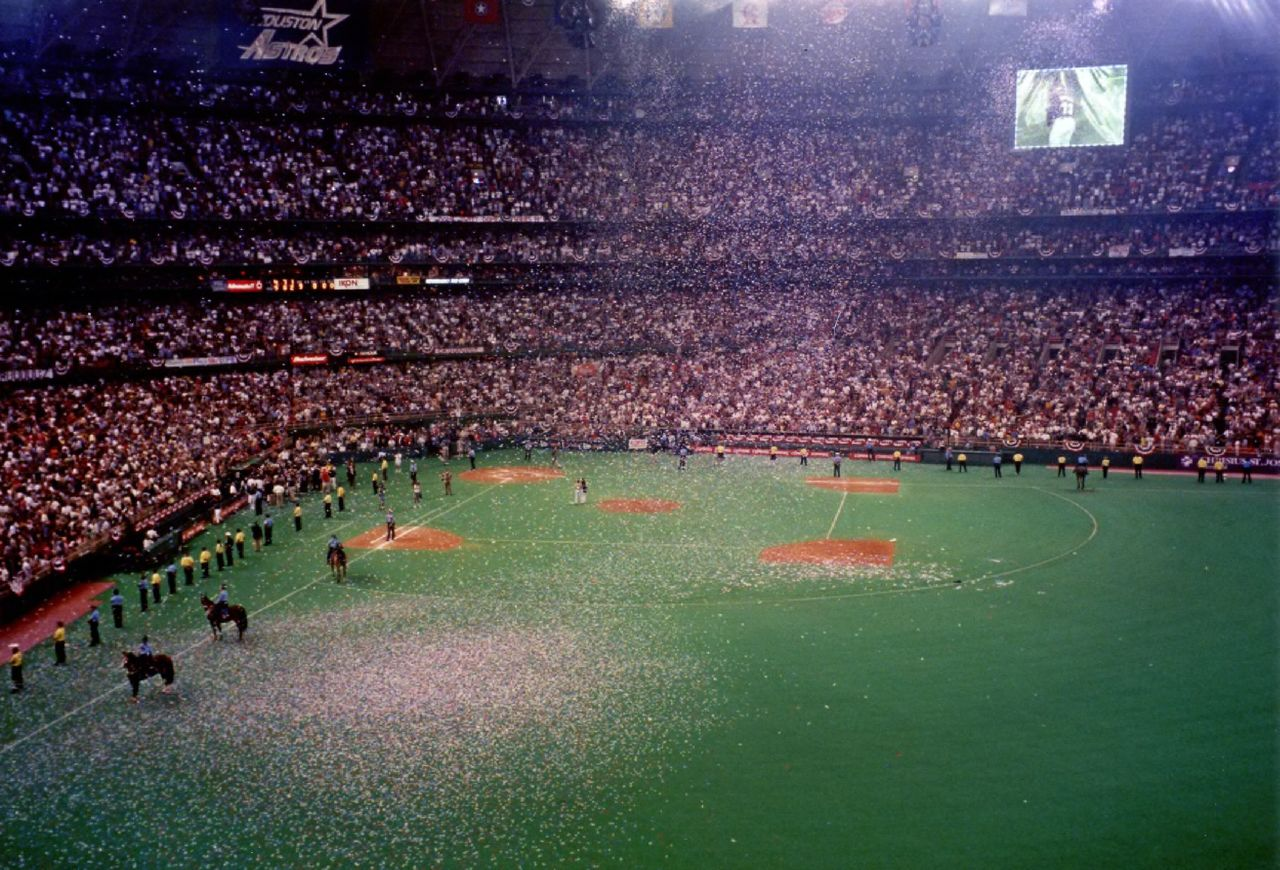
L'ultima gara degli Astros all'Astrodome il 3 ottobre 1999

Nel 1994 gli Astros furono una delle prime società ad assumere un manager afroamericano, l'ex giocatore Bob Watson, che però l'anno successivo si trasferì nello staff dei New York Yankees dove nel 1996 trionfò alle World Series. Il suo sostituto fu Gerry Hunsicker che fu manager degli Astros fino al 2004, contribuendo a costruire la squadra che nel 2005 raggiunse le World Series.
Dal 1997 al 1999 gli Astros vinsero la loro division per tre stagioni consecutive: nel 1998, dopo aver stabilito il loro record di vittorie nella stagione regolare (102) furono eliminati al primo turno dei playoff dai San Diego Padres, mentre nel 1997 e nel 1999 furono battuti dagli Atlanta Braves. Durante quel periodo di successi alla fine anni novanta, il trio Bagwell, Biggio e Derek Bell si guadagnò il soprannome di The Killer B.
Nella metà degli anni novanta il presidente della società McLane, così come il predecessore McMullen, fece forti pressioni per abbandonare l'Astrodome e trasferirsi in una struttura più moderna ma trovò forti opposizioni e optò per mettere in vendita la società. Il candidato principale, William Collins, aveva deciso di trasferire la squadra in Nord Virginia ma non riuscì a trovare un sito adatto alle proprie esigenze, quindi intervenne la dirigenza della MLB appoggiando l'idea di McLane che con un referendum ottenne il consenso dei cittadini per costruire un nuovo stadio a Houston, l'Enron Field.

### Gli anni duemila e le World Series 2005

Il logo usato dal 2000 al 2012

Nel 2001 gli Astros vinsero nuovamente la propria division ma furono nuovamente battuti dagli Atlanta Braves come nel 1997 e nel 1999. Nel 2004 la squadra si qualificò ai playoff come wild card dove questa volta riuscirono a eliminare i rivali Braves ma successivamente persero in sette partite contro i St. Louis Cardinals. Tali successi fu dovuto soprattutto alla presenza di giocatori come Roger Clemens (2004-2006) e Carlos Beltrán (2004). Infatti Clemens in quella stagione ottenne 18 vittorie vincendo il suo settimo Cy Young Award, mentre Beltran mise a segno 38 fuoricampo in stagione regolare, più altri 8 fuoricampo e 14 RBI nei playoff.
Nel 2005 gli Astros grazie a un reparto di ottimi lanciatori fra cui Roy Oswalt, Roger Clemens, Andy Petitte e Brandon Backe, vinsero il loro primo pennant dell'American League arrivando a disputare le loro prime World Series contro i Chicago White Sox, dove vennero sconfitti per 4-0.
Nel 2006 gli Astros vinsero dieci delle ultime dodici gare ma non riuscirono a rimontare i St. Louis Cardinals per fare ritorno ai playoff. Alla fine di quella stagione, Clemens decise di firmare come free agent con i New York Yankees.
Nel 2007, l'ultima stagione di Biggio, gli Astros terminarono con 73 vittorie e 83 sconfitte non qualificandosi per i playoff. Il manager Phil Garner e il direttore generale Tim Purpura che erano in carica dal 2004 furono licenziati a favore, rispettivamente, di Cecil Cooper e Tal Smith. Dopo un anno Cooper fu sostituito da Dave Clark che a sua volta fu esonerato nel 2009.

### 2010-2014: declino, ricostruzione e cambio di lega
Gli Astros precipitarono nelle stagioni 2011 e 2012, finendo entrambe le annate all'ultima posizione in classifica con rispettivamente 106 e 107 sconfitte. Tra gli elementi più positivi di quelle due annate furono Justin Maxwell che nella sua prima stagione con gli Astros nel 2012 mise a segno 18 fuoricampo e Bud Norris, che si impose come il miglior lanciatore della squadra.

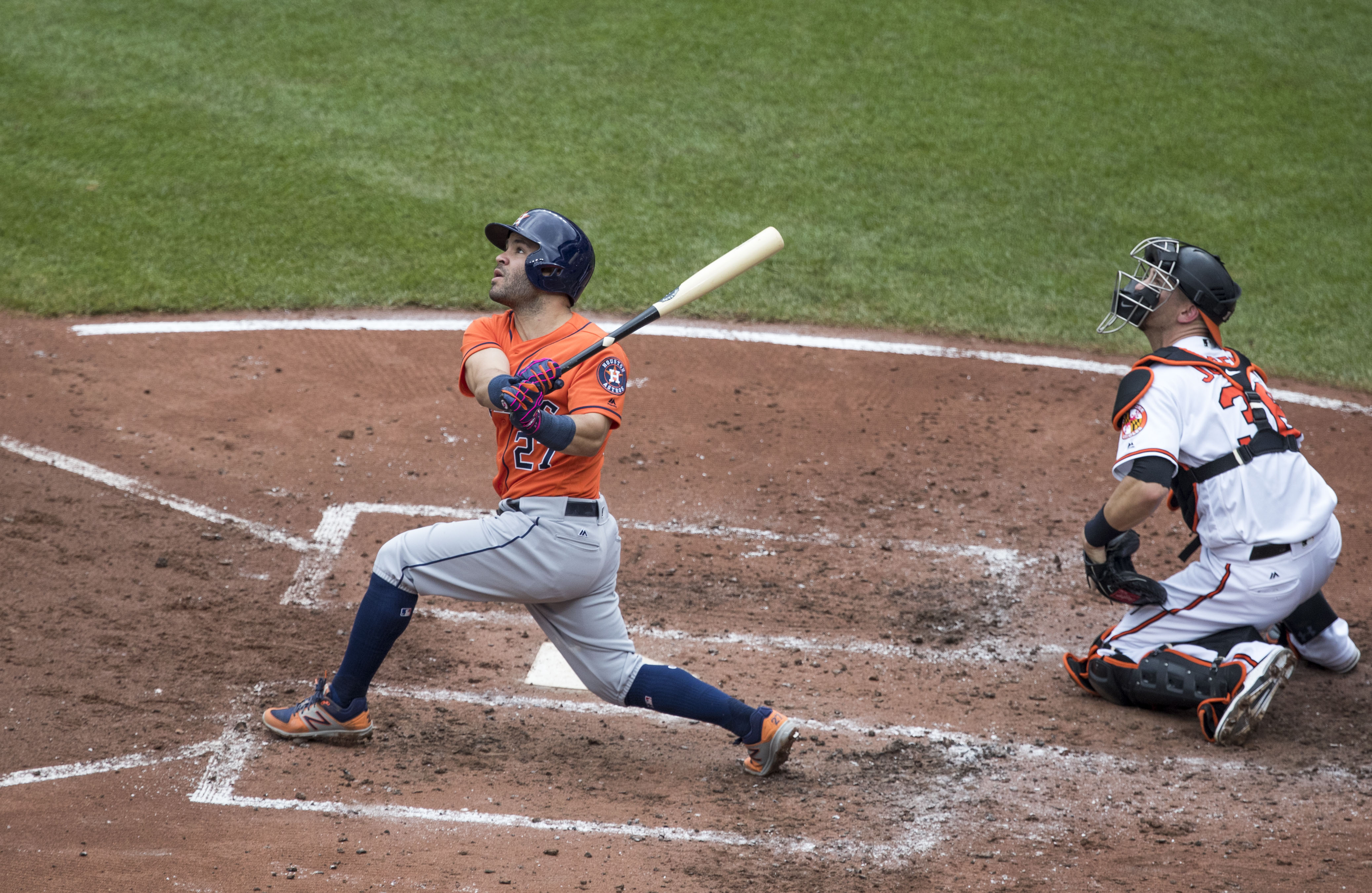
Il seconda base José Altuve nel 2017

Nel 2013, dopo 51 anni trascorsi nella National League, passarono nell'American League unendosi ai Los Angeles Angels, agli Oakland Athletics, ai Seattle Mariners e ai cugini dei Texas Rangers. Questo fu solamente il secondo cambio di lega in una società della MLB: prima degli Astros solo i Milwaukee Brewers avevano compiuto tale operazione. La loro prima stagione nella AL terminò con un bilancio di 51-111 (il peggiore della loro storia), migliorando con 70-92 nel 2014.

### 2015-presente: improvvisa rinascita e prima vittoria delle World Series
Nel 2015 la squadra a sorpresa fece ritorno ai playoff come wild card, dove batté i New York Yankees, venendo eliminata dai Kansas City Royals futuri campioni nel turno successivo. Le nuove stelle della squadra furono il lanciatore Dallas Keuchel, che vinse il Cy Young Award guidando la AL con 20 vittorie (incluso un record MLB di 15-0 in casa), l'interbase Carlos Correa e il seconda base José Altuve. L'anno seguente Houston sembrava la favorita per vincere la propria division ma una partenza lenta e cattive prestazioni contro avversari della stessa li fecero finire undici gare dietro ai Rangers.
All'inizio del mese di giugno 2017, gli Astros avevano un record di 41-16, il migliore di tutta la MLB. La squadra ebbe un calo nella seconda metà della stagione ma riuscì comunque ad assicurarsi il primo titolo di division dopo 16 anni, grazie anche all'arrivo del lanciatore Justin Verlander in agosto. Nei playoff batté i Boston Red Sox e i New York Yankees, qualificandosi per le World Series 2017 contro i Los Angeles Dodgers. Il 1º novembre la franchigia conquistò il suo primo titolo in 56 anni di storia battendo i Dodgers per 4-3. MVP della serie fu premiato l'esterno George Springer, che pareggiò il record delle finali con 5 fuoricampo complessivi.

#### Lo scandalo dei segnali rubati
Il 12 novembre 2019 Ken Rosenthal ed Evan Drellich scrissero un articolo sul The Athletic descrivendo delle presunte accuse secondo cui gli Astros avrebbero utilizzato delle telecamere per rubare i segnali degli avversari, basandosi su delle dichiarazioni del lanciatore Mike Fiers e citando altre fonti anonime. Secondo le accuse, gli Astros avrebbero visto le registrazioni dietro al dugout del Minute Maid Park per poi segnalare ai battitori quale lancio sarebbe arrivato colpendo dei bidoni. In seguito, circolarono alcuni video che mostravano chiaramente lo schema utilizzato. La MLB e il Commissioner Rob Manfred annunciarono delle indagini per verificare le accuse.
Il 13 gennaio 2020 la MLB annunciò che le indagini avevano effettivamente riscontrato un uso illecito dei monitor da parte degli Astros durante la stagione regolare e la postseason 2017 e parte della stagione 2018. Il manager A.J. Hinch e il general manager Jeff Luhnow vennero sospesi per un anno, la franchigia venne multata per $5 milioni (il massimo permesso dalle regole della MLB) e al team vennero tolte le prime due scelte del Major League Baseball draft del 2020 e del 2021. Luhnow ha negato ogni coinvolgimento e il proprietario degli Astros Jim Crane annunciò di aver licenziato sia Hinch che Luhnow, affermando di non essere a conoscenza dello schema. Alex Cora, bench coach degli Astros nella stagione 2017, venne ritenuto responsabile di aver ideato lo schema e di averlo adottato parzialmente anche durante la stagione 2018 in cui allenava i Boston Red Sox; a causa di queste accuse, venne licenziato dai Boston Red Sox il 14 gennaio 2020.

## Giocatori importanti

### Membri della Baseball Hall of Fame

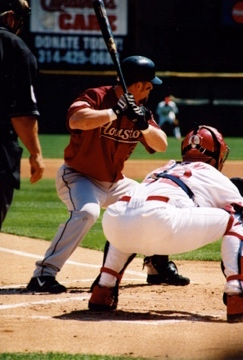
L'Hall of Famer Jeff Bagwell

| Hall of Famer degli Houston Astros |      |               |      |
| Giocatore                          | Anno | Giocatore     | Anno |
| Jeff Bagwell                       | 2017 | Joe Morgan    | 1990 |
| Craig Biggio                       | 2015 | Robin Roberts | 1976 |
| Leo Durocher                       | 1994 | Nolan Ryan    | 1999 |
| Randy Johnson                      | 2015 | Don Sutton    | 1998 |
| Eddie Mathews                      | 1978 |               |      |

Note
I giocatori in grassetto sono riprodotti nella Hall of Fame con l'uniforme degli Astros

### Numeri ritirati
| Numeri ritirati dagli Houston Astros |                 |       |                    |
| N°                                   | Giocatore       | Ruolo | Anno               |
| 5                                    | Jeff Bagwell    | 1B    | 2007               |
| 7                                    | Craig Biggio    | C, 2B | 2008               |
| 24                                   | Jimmy Wynn      | OF    | 2005               |
| 25                                   | José Cruz       | OF    | 1992               |
| 32                                   | Jim Umbricht    | P     | 1965               |
| 33                                   | Mike Scott      | P     | 1992               |
| 34                                   | Nolan Ryan      | P     | 1996               |
| 40                                   | Don Wilson      | P     | 1975               |
| 49                                   | Larry Dierker   | P, M  | 2002               |
| 42                                   | Jackie Robinson |       | 1997 (rit. da MLB) |

## Affiliate nella Minor league
| Affiliate delle minor league degli Houston Astros |                          |                         |                                   |
| Livello                                           | Squadra                  | Lega                    | Città                             |
| AAA                                               | Sugar Land Space Cowboys | Pacific Coast League    | Sugar Land, Texas                 |
| AA                                                | Corpus Christi Hooks     | Texas League            | Corpus Christi, Texas             |
| High-A                                            | Asheville Tourists       | South Atlantic League   | Asheville, Carolina del Nord      |
| Low-A                                             | Fayetteville Woodpeckers | Carolina League         | Fayetteville, Carolina del Nord   |
| Rookie                                            | FCL Astros Blue          | Florida Complex League  | West Palm Beach, Florida          |
| Rookie                                            | FCL Astros Orange        | Florida Complex League  | West Palm Beach, Florida          |
| Rookie                                            | DSL Astros               | Dominican Summer League | Boca Chica, Repubblica Dominicana |